# 睡眠盒子
睡眠盒子（英語：Sleep box）是一種極小型的住宿設備，為旅客提供經濟實惠的空間來睡眠。睡眠盒子不同於膠囊旅館，後者空間更小且大多分佈於日本。

## 商標
“Sleepbox”是Arch Group的商標名，其他類似商標還有YOtel、easyHotel、Qbic Hotels、Napcabs、Minutes Suites和SnoozeCub等。

## 設備
睡眠盒子里的設備可能包括一張小床、通風設備、鬧鐘、網絡電視、電腦桌、LED燈和梳粧檯等等。
2011年，莫斯科的一家機場開設了睡眠盒子以提供旅客以休憩服務，每小時收費15美元。
2012年7月10日，西安咸陽國際機場成為中國第一家開設睡眠盒子的機場，每個睡眠盒子大小為3平方米。

## 外部連結
- sleepbox official webpage （页面存档备份，存于）
- Arch Group - sleepbox designer team （页面存档备份，存于）
- BBC report on Moscow airport sleep box （页面存档备份，存于）
- Panda Pod Hotel （页面存档备份，存于）